# Volta a Luxemburg 2015
La Volta a Luxemburg 2015, 76a edició de la Volta a Luxemburg, es disputà entre el 3 i el 7 de juny de 2015 sobre un recorregut de 718,9 km repartits entre quatre etapes i un pròleg inicial. La cursa formava part del calendari de l'UCI Europa Tour 2015, amb una categoria 2.HC.
L'alemany Linus Gerdemann (Cult Energy) en fou el vencedor final, amb 8 segons sobre el neerlandès Marc de Maar (Roompot Oranje Peloton) i 41 sobre el també neerlandès Huub Duijn (Roompot Oranje Peloton). Gerdemann basà la victòria final en la segona etapa, que guanyà, quan arribà escapat amb De Maar a la línia d'arribada. André Greipel (Lotto Soudal), vencedor de 2 etapes, guanyà la classificació per punts. Fabio Duarte (Colombia) guanyà la classificació de la muntanya, Oliver Naesen (Topsport Vlaanderen-Baloise) la dels joves i el Colombia fou el millor equip.

## Equips
L'organització convidà a prendre part en la cursa a dos equips World Tour, deu equips continentals professionals i tres equips continentals:
- equips World Tour: Lotto Soudal, Team Giant-Alpecin
- equips continentals professionals: Bretagne-Séché Environnement, Cofidis, Colombia, Cult Energy, Team Europcar, MTN Qhubeka, Roompot Oranje Peloton, Topsport Vlaanderen-Baloise, UnitedHealthcare, Wanty-Groupe Gobert
- equips continentals: Differdange-Losch, Leopard Development, Wallonie-Bruxelles

## Etapes
| Etapa | Data      | Recorregut            |                   | Km    | Vencedor d'etapa      | Líder de la general   | Ref.  |
| ----- | --------- | --------------------- | ----------------- | ----- | --------------------- | --------------------- | ----- |
| Pr.   | 3 de maig | Luxemburg - Luxemburg | Contrarellotge    | 2,7   | Adrien Petit (FRA)    | Adrien Petit (FRA)    | [ 2 ] |
| 1a    | 4 de maig | Luxemburg - Clemency  | Etapa plana       | 212,6 | André Greipel (GER)   | André Greipel (GER)   | [ 2 ] |
| 2a    | 5 de maig | Ell - Walferdange     | Etapa plana       | 186,3 | Linus Gerdemann (GER) | Linus Gerdemann (GER) | [ 3 ] |
| 3a    | 6 de maig | Eschweiler - Diekirch | Etapa trencacames | 161,3 | André Greipel (GER)   | Linus Gerdemann (GER) | [ 4 ] |
| 4a    | 7 de maig | Mersch - Luxemburg    | Etapa trencacames | 156,0 | Sean De Bie (BEL)     | Linus Gerdemann (GER) | [ 5 ] |

## Classificació final
|    | Ciclista                   | Equip                        | Temps       |
| -- | -------------------------- | ---------------------------- | ----------- |
| 1  | Linus Gerdemann (GER)      | Lotto Soudal                 | 18h 12' 51" |
| 2  | Marc de Maar (NED)         | Roompot Oranje Peloton       | + 8"        |
| 3  | Huub Duyn (NED)            | Roompot Oranje Peloton       | + 41"       |
| 4  | Jelle Wallays (BEL)        | Topsport Vlaanderen-Baloise  | + 42"       |
| 5  | Rudy Molard (FRA)          | Cofidis                      | + 50"       |
| 6  | Oliver Naesen (BEL)        | Topsport Vlaanderen-Baloise  | + 51"       |
| 7  | Yoann Bagot (FRA)          | Cofidis                      | + 54"       |
| 8  | Florian Vachon (FRA)       | Bretagne-Séché Environnement | + 54"       |
| 9  | Kristian Sbaragli (ITA)    | MTN Qhubeka                  | + 1' 01"    |
| 10 | Miguel Ángel Rubiano (COL) | Colombia                     | + 1' 01"    |

## Evolució de les classificacions
| Etapa              | Vencedor           | Classificació general | Classificació per punts | Classificació de la muntanya | Classificació dels jove | Classificació per equips |
| ------------------ | ------------------ | --------------------- | ----------------------- | ---------------------------- | ----------------------- | ------------------------ |
| Pr.                | Adrien Petit       | Adrien Petit          | no entregat             | no entregat                  | Adrien Petit            | Cofidis                  |
| 1ª                 | André Greipel      | André Greipel         | André Greipel           | Tom Devriendt                | Adrien Petit            | Cofidis                  |
| 2ª                 | Linus Gerdemann    | Linus Gerdemann       | Linus Gerdemann         | Fabio Duarte                 | Oliver Naesen           | Cult Energy              |
| 3                  | André Greipel      | Linus Gerdemann       | André Greipel           | Fabio Duarte                 | Oliver Naesen           | Cult Energy              |
| 4                  | Sean De Bie        | Linus Gerdemann       | André Greipel           | Fabio Duarte                 | Oliver Naesen           | Colombia                 |
| Classifiche finali | Classifiche finali | Linus Gerdemann       | Andre Greipel           | Fabio Duarte                 | Oliver Naesen           | Colombia                 |